# Milagres (kommun i Brasilien, Bahia)
Milagres är en kommun i Brasilien.   Den ligger i delstaten Bahia, i den östra delen av landet, 900 km öster om huvudstaden Brasília. Antalet invånare är 10 306.
Omgivningarna runt Milagres är huvudsakligen savann. Runt Milagres är det glesbefolkat, med 15 invånare per kvadratkilometer.